# 天津滨海国际知识产权交易所
天津滨海国际知识产权交易所是知识产权份额化交易所，由北方技术交易市场、天津市知识产权服务中心、北京新正泰投资有限公司、新加坡钟鼎盛世国际投资有限公司共同筹划建立，是中国首家知识产权交易所，天津市的金融创新型交易平台之一。